# Iフィルム
iフィルム（ifilm）は映画予告など時間の短い動画、ビデオクリップを集めた投稿サイト。2005年10月にMTV Networksに数百万ドルで買収された。

## 種目（channel）
- アドレナリン（Adrenaline） ：スカイダイビング、カーレースなど
- 漫画（Animation & Cartoons）
- お笑い（Comedy）
- 宣伝（Commercials）：CM動画
- 女（Girls）：グラビア・ポルノ
- 映画（Movie Trailers & Clips）：映画予告、クリップ
- 音楽（Music Videos） ：音楽関連の動画
- ショート・フィルム（Short Films）
- テレビ（Television） ：テレビ番組
- ユーザー動画（User Video)
- テレビゲーム（Video Games）
- 毒動画（viral videos）
- 戦争（War）